# ハッサン・ホワイトサイド
ハッサン・ニアム・ホワイトサイド（Hassan Niam Whiteside , 1989年6月13日 - ）は、アメリカ合衆国・ノースカロライナ州ガストニア出身のプロバスケットボール選手。ポジションはセンター。

## 来歴

### サクラメント・キングス
元NFL選手の父を持つホワイトサイドは、自らはバスケットボール選手を目指した。大学は数々の有力校からのスカウトが来る中、マーシャル大学に進学。1年間プレーしただけで2010年のNBAドラフトにアーリーエントリーした。2巡目全体33位でサクラメント・キングスから指名された。
しかし、同年はデマーカス・カズンズを5位で指名していたこともあり、ホワイトサイドにはあまりチャンスを与えられず、NBADLのリノ・ビッグホーンズで大半を過ごすことになり、2012年7月16日、解雇された。

### 海外・Gリーグ
2012年12月14日、NBADLのスーフォールズ・スカイフォースと契約した。2013年1月4日、ダミアン・ソーンダースとのトレードでリオグランデバレー・バイパーズにトレードされた。Dリーグのシーズン終了後、レバノンのアムシートクラブと契約した。2013年5月26日、中国プロバスケットボールリーグのマイナーリーグNBLに所属する四川金強と契約、27試合に出場して、平均25.7得点、16.6リバウンド、5.1ブロック、1.4スティールをあげ、NBLの最優秀守備選手、オールNBLファーストチームに選ばれた。またプレーオフでチームは無敗でチャンピオンとなり、彼はファイナルのMVPに選ばれた。
2013年11月、レバノン・バスケットボール・リーグのAl Mouttahed Tripoliと契約した。2014年4月、チームから解雇された。同年5月、江蘇同曦大聖に加入17試合でプレーした。

### マイアミ・ヒート

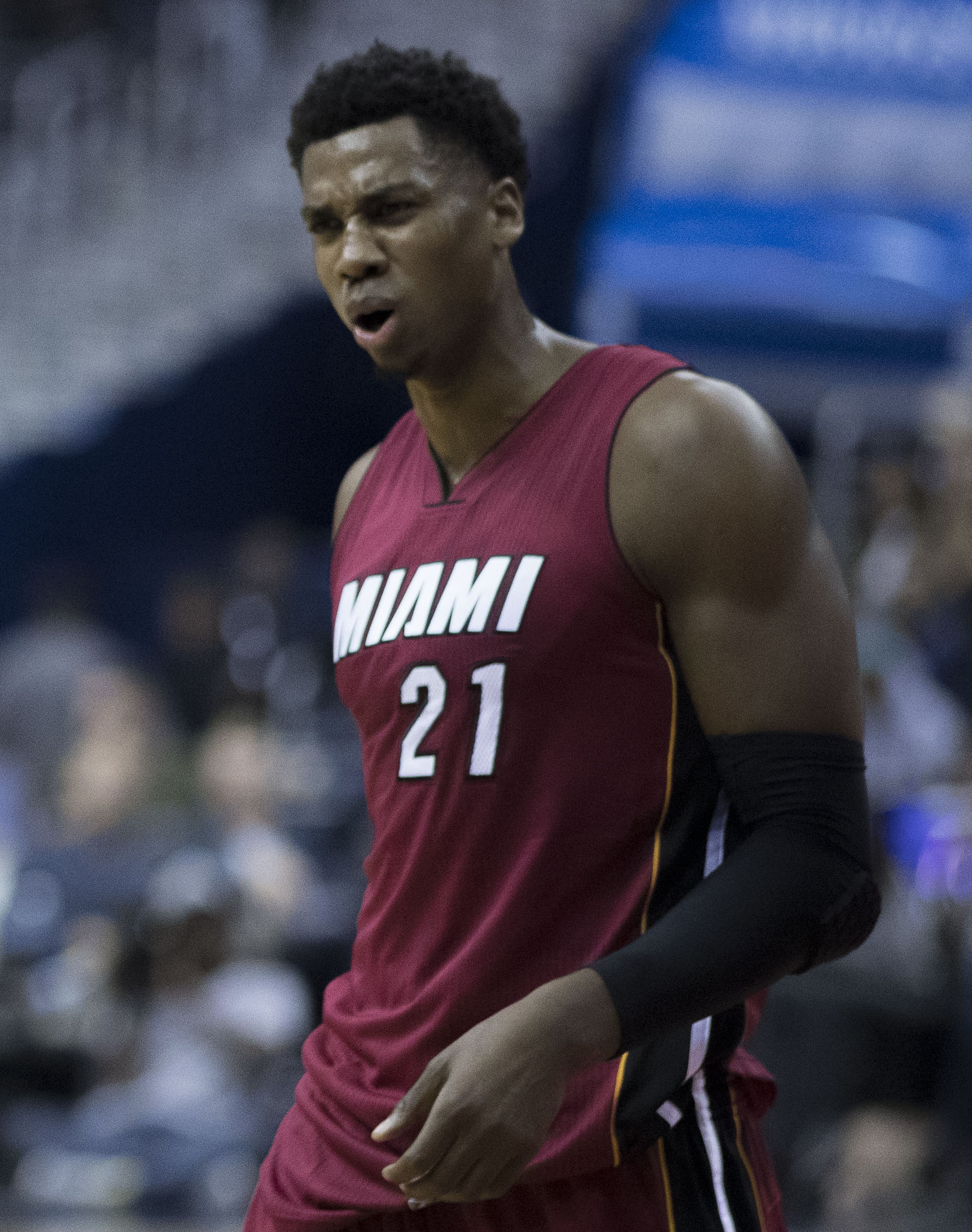
ヒート時代(2016年)

2014-15シーズンの2014年11月24日にマイアミ・ヒートと契約、3試合に出場した後、12月13日にスーフォールズ・スカイフォースに送られたが、2日後にヒートに呼び戻された。1月4日のブルックリン・ネッツ戦で11得点、10リバウンドのダブル・ダブルを達成した。1月11日のロサンゼルス・クリッパーズ戦で自己ベストの23得点、16リバウンド、2スティール、2ブロックをあげた。1月25日のシカゴ・ブルズ戦では、25分間の少ない時間の中で14点、13リバウンド、12ブロックと自身初のトリプル・ダブルを達成した。NBAでブロックショットを含むトリプル・ダブルを達成したのは、2013年2月28日のジョアキム・ノア以来であった。この12ブロックはヒートの球団記録となった。12得点、12リバウンド、12ブロック以上を達成したのは、1997-98シーズンにダラス・マーベリックスのショーン・ブラッドリーが達成して以来の記録であり、過去25年では、1993-1994シーズンにオーランド・マジックのシャキール・オニール、1992-93シーズンにデンバー・ナゲッツのディケンベ・ムトンボが記録しているだけで、4人目の記録であり、ベンチスタートで25分以内の出場選手が12ブロックを記録したのは、1989年3月にゴールデンステート・ウォリアーズのマヌート・ボルが20分の出場で13ブロックして以来の記録となった。
2016-17シーズン開幕前の2016年7月1日、4年9600万ドルでヒートと契約を延長した。自身初を含む4回の30得点以上を記録した。

### ポートランド・トレイルブレイザーズ
2019年6月6日に4チーム間のトレードでポートランド・トレイルブレイザーズへ移籍した。
2019-20シーズン、12月12日のデンバー・ナゲッツ戦で自身最多を更新する33得点を記録した。
このシーズンは自身2度目となるブロック王に輝いた。

### キングス復帰
2020年11月27日に古巣のサクラメント・キングスとベテラン最低保証額で契約した。

### ユタ・ジャズ
2021年8月4日に1年契約でユタ・ジャズに移籍した。

### ピラタス・デ・クエブラディラス
2022-23シーズンはどのチームにも契約できずにいたが、2023年3月15日にプエルトリコのプロバスケットチームバロンセスト・スペリア・ナシオナルのピラタス・デ・ケブラディージャスと契約した。

### 一度目の引退
2024年2月13日プエルトリコのメディアから引退すると報じた
。

### カングレヘーロス・デ・サントゥルセ
2025年4月8日にカングレヘーロス・デ・サントゥルセと契約し、プロに復帰した
。

## 個人成績

### NBAレギュラーシーズン
| シーズン | チーム | GP  | GS  | MPG  | FG%  | 3P%   | FT%  | RPG  | APG | SPG | BPG | PPG  |
| -------- | ------ | --- | --- | ---- | ---- | ----- | ---- | ---- | --- | --- | --- | ---- |
| 2010–11  | SAC    | 1   | 0   | 2.0  | .0   | ---   | ---  | ---  | .0  | .0  | .0  | .0   |
| 2011–12  | SAC    | 18  | 0   | 6.1  | .444 | ---   | .417 | 2.2  | .0  | .2  | .8  | 1.6  |
| 2014–15  | MIA    | 48  | 32  | 23.8 | .628 | ---   | .500 | 10.0 | .1  | .6  | 2.6 | 11.8 |
| 2015–16  | MIA    | 73  | 43  | 29.1 | .606 | ---   | .650 | 11.8 | .4  | .6  | 3.7 | 14.2 |
| 2016–17  | MIA    | 77  | 77  | 32.6 | .557 | ---   | .628 | 14.1 | .7  | .7  | 2.1 | 17.0 |
| 2017–18  | MIA    | 54  | 54  | 25.3 | .540 | 1.000 | .703 | 11.4 | 1.0 | .7  | 1.7 | 14.0 |
| 2018–19  | MIA    | 72  | 53  | 23.3 | .571 | .125  | .449 | 11.3 | .8  | .6  | 1.9 | 12.3 |
| 2019–20  | POR    | 67  | 61  | 30.0 | .621 | .571  | .686 | 13.5 | 1.2 | .4  | 2.9 | 15.5 |
| 2020–21  | SAC    | 36  | 4   | 15.2 | .563 | .000  | .519 | 6.0  | .6  | .3  | 1.3 | 8.1  |
| 2021–22  | UTA    | 65  | 8   | 17.9 | .652 | ---   | .623 | 7.6  | .4  | .3  | 1.6 | 8.2  |
| 通算     | 通算   | 551 | 332 | 24.7 | .586 | .308  | .605 | 10.8 | .6  | .5  | 2.2 | 12.6 |

### プレーオフ
| シーズン | チーム   | GP | GS | MPG  | FG%  | 3P%   | FT%  | RPG  | APG | SPG | BPG | PPG  |
| -------- | -------- | -- | -- | ---- | ---- | ----- | ---- | ---- | --- | --- | --- | ---- |
| 2016     | MIA      | 10 | 10 | 29.1 | .681 | ---   | .591 | 10.9 | .3  | .8  | 2.8 | 12.0 |
| 2018     | MIA      | 5  | 5  | 15.4 | .450 | ---   | .615 | 6.0  | .2  | .0  | 1.2 | 5.2  |
| 2020     | POR      | 5  | 3  | 21.2 | .542 | 1.000 | .500 | 7.0  | .4  | .2  | 2.0 | 6.8  |
| 2022     | UTA      | 6  | 0  | 10.8 | .417 | ---   | .250 | 5.2  | .0  | .3  | 1.3 | 1.8  |
| キャリア | キャリア | 26 | 18 | 20.7 | .592 | 1.000 | .560 | 7.9  | .2  | .4  | 2.0 | 7.3  |

### 大学
| シーズン | チーム     | GP | GS | MPG  | FG%  | 3P%  | FT%  | RPG | APG | SPG | BPG | PPG  |
| -------- | ---------- | -- | -- | ---- | ---- | ---- | ---- | --- | --- | --- | --- | ---- |
| 2009–10  | マーシャル | 34 | 23 | 26.1 | .524 | .600 | .588 | 8.9 | .3  | .6  | 5.4 | 13.1 |

## タイトル・表彰・記録
- ブロック王 ： 2回 (2016, 2020)
- リバウンド王 ： 1回 (2017)
- NBAオールディフェンシブ・セカンドチーム ： 1回 (2016)
- 1試合10ブロック ： 5回 (史上11人目)
- トリプルダブル ： 4回
- 1試合12得点・12リバウンド・12ブロック以上 ： 2015年1月25日、史上4人目